# Eria diversicolor
Eria diversicolor är en orkidéart som beskrevs av V.N.Long och Leonid Vladimirovitj Averjanov. Eria diversicolor ingår i släktet Eria och familjen orkidéer.
Artens utbredningsområde är Vietnam. Inga underarter finns listade i Catalogue of Life.